# Graphania steropastis
Graphania steropastis är en fjärilsart som beskrevs av Edward Meyrick 1887. Graphania steropastis ingår i släktet Graphania och familjen nattflyn. Inga underarter finns listade i Catalogue of Life.